# Lippo di Benivieni
Pour les articles homonymes, voir di Benivieni.

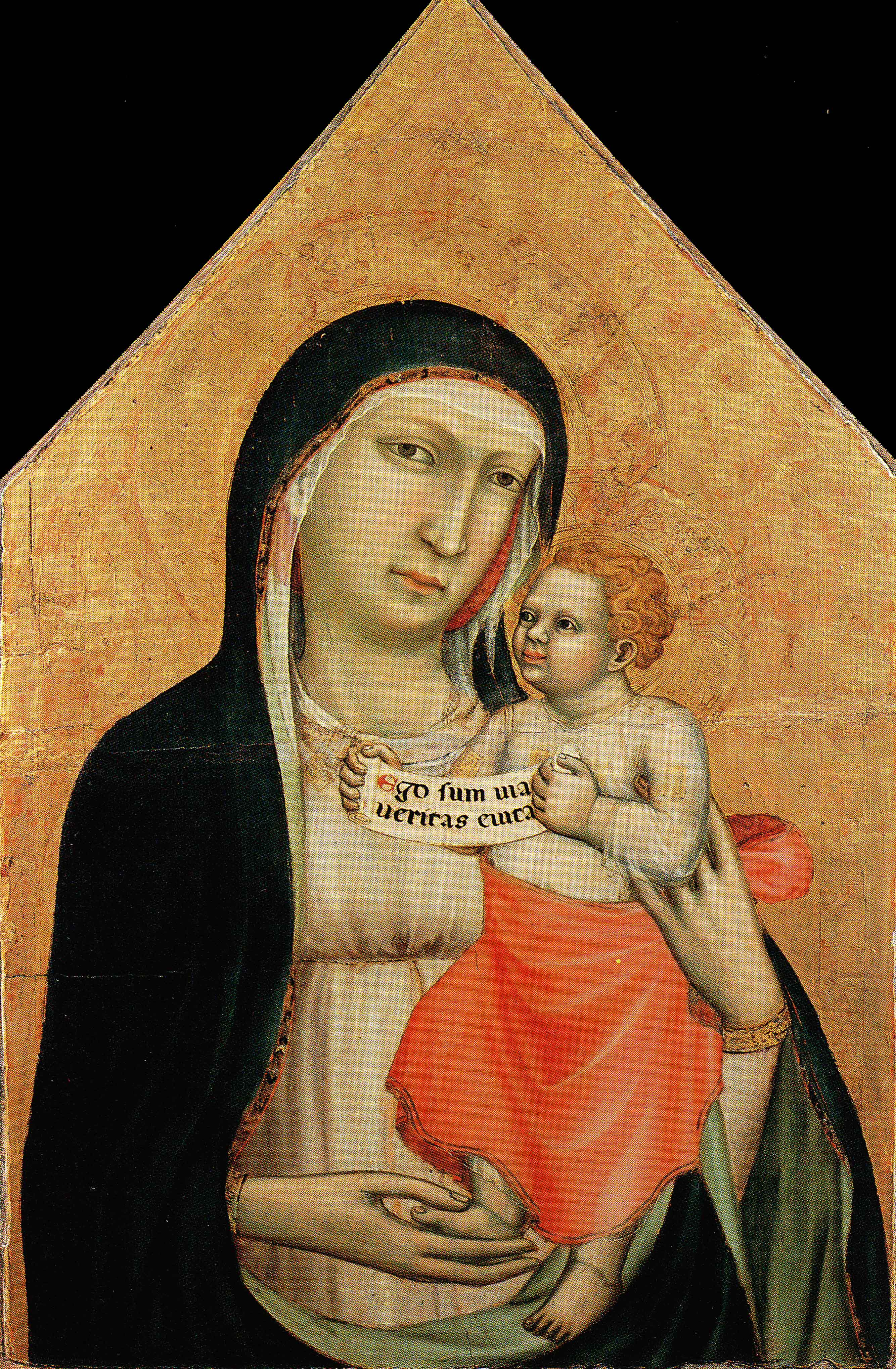
Madonna col Bambino
Musée d'art sacré de San Casciano in Val di Pesa.

Lippo di Benivieni (Florence, seconde moitié du XIIIe siècle – XIVe siècle)  est un peintre italien documenté entre 1296 et 1327, le plus important de l'école florentine du début du Trecento.

## Biographie
Influencé par  les écoles giottesques il développe néanmoins un style personnel avec des accents gothiques dans toute son œuvre, comme les Trois histoires de la Passion du Christ  de la dernière décennie du XIIIe siècle, aujourd'hui dispersées entre différents musées.
Son atelier, actif dès 1296, est inscrit  à l'Arte dei Medici e Speziali entre 1312 et 1320 et ses travaux sont prestigieux comme son tabernacle pour le Baptistère Saint-Jean pour lequel il a peint deux guichets, aujourd'hui perdus.
En 1316, il travaille à  Santa Maria Novella, pour l'église du monastère féminin des Laudistes de  San Pier Maggiore, avec la Croix (conservée au Musée de l'Œuvre de Santa Croce), et la Madonna col Bambino in trono fra San Pietro e Santa Lucia (1318) au  Musée Horne de Florence.

## Autres œuvres
- Tabernacle (1310-1315), Museum of Arts de Memphis ;
- Compianto sul Cristo morto, Museo Civico de Pistoia, considéré comme son chef-d'œuvre ;
- Madonna col Bambino (1310-1320), Musée d'art sacré de San Casciano in Val di Pesa ;
- Miniatures (1315 - 1320), Museo di Arte Sacra  d'Impruneta ;
- Triptyque de la Donation Contini Bonacossi (galerie des Offices) ;
- Madonna de son atelier, provenant de l'église San Lorenzo du Castello di Montegufoni, Museo di Arte Sacra de Montespertoli ;
- San Giovanni Battista in trono, Christ Church Picture Gallery d'Oxford ;
- Saint Pierre et Saint Jean l'évangéliste, panneaux droit et gauche d'un polyptyque, musée des beaux-arts de Rennes ;
- Maestà (1325), Metropolitan Museum of Art de New York, sa dernière œuvre connue.

Les œuvres conservées au musée des Beaux-Arts de Rennes
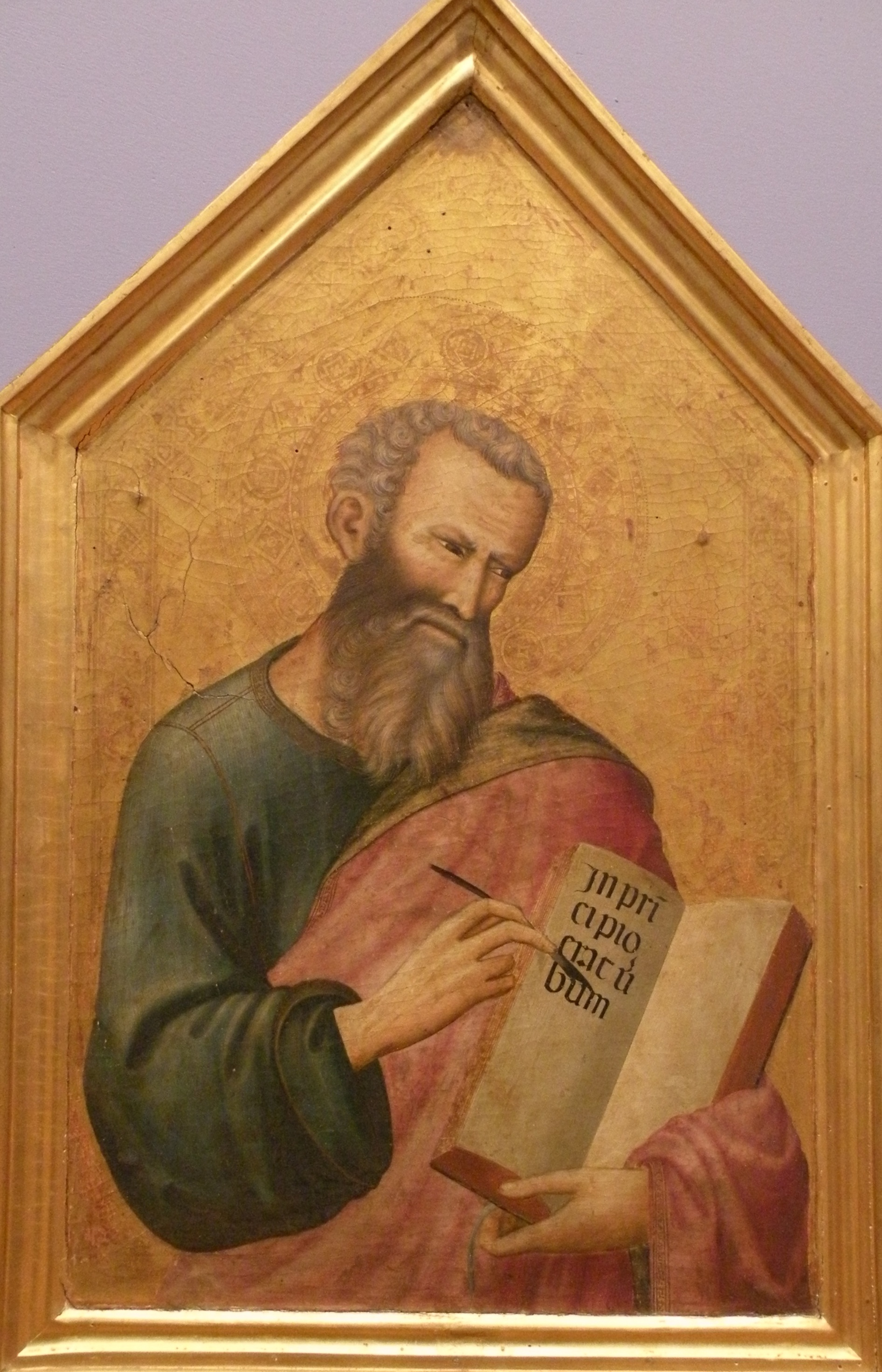
Saint Jean l'Évangéliste
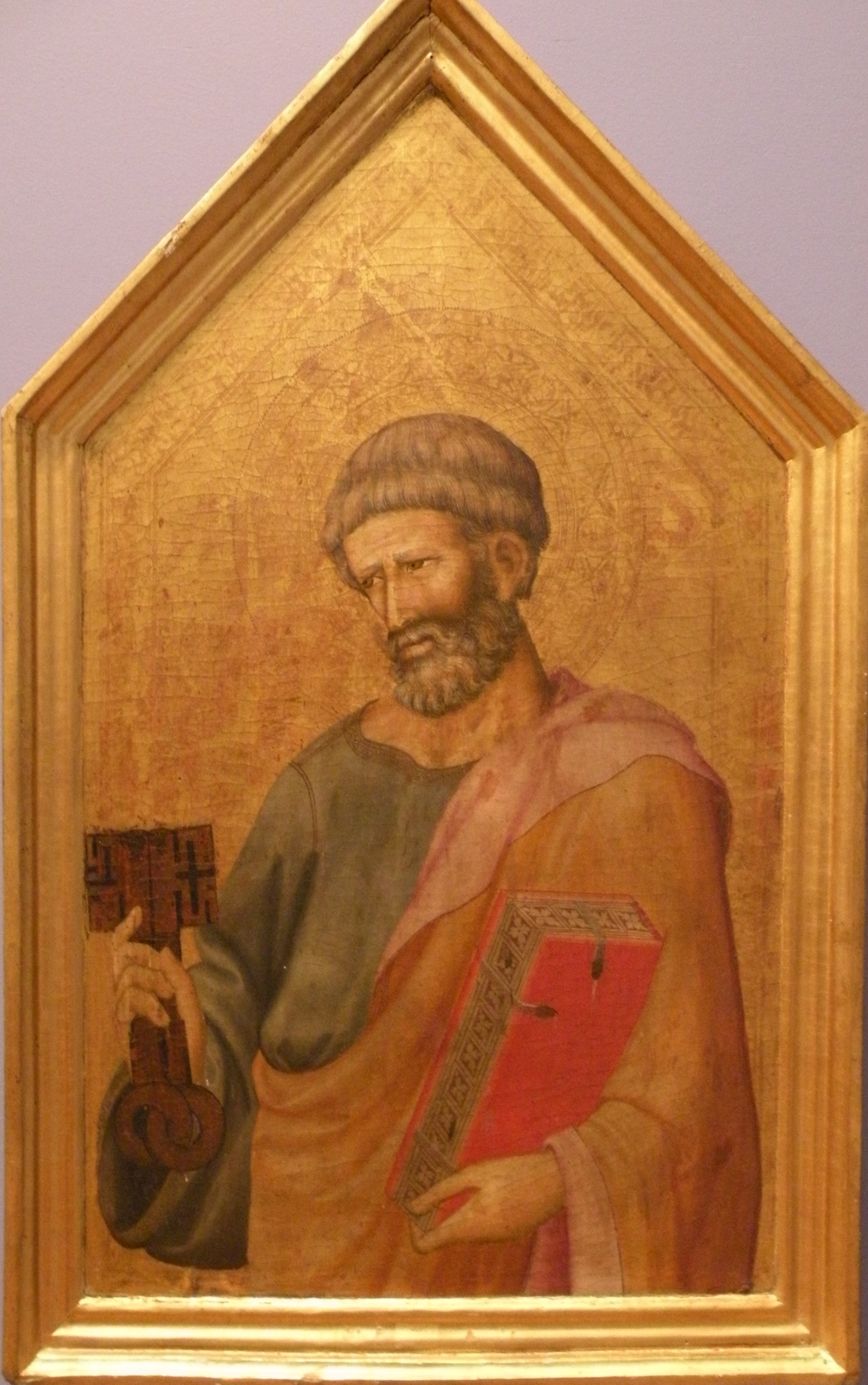
Saint Pierre

## Sources
- (it) Cet article est partiellement ou en totalité issu de l’article de Wikipédia en italien intitulé « Lippo di Benivieni » (voir la liste des auteurs).